# Kaswittevlieg
De kaswittevlieg (Trialeurodes vaporariorum) is een plantenluis uit de familie Aleyrodidae die voorkomt in de gematigde klimaatzones. Het is een plaaginsect van vele vruchtgewassen, groentes en sierplanten dat veel in broeikassen voorkomt. Volwassen dieren hebben kleine gelige lichamen, slechts 1-2mm lang, en vier relatief grote wasachtige vleugels met een spanwijdte van circa 5mm die enigszins parallel aan het bladoppervlak worden gehouden.

## Levenscyclus
Volwassen vrouwtjes zijn in staat om minder dan 24 uur na de vervelling tot imago te paren, waarna ze meestal hun eieren leggen aan de onderkant van het blad. Pas gelegde eieren zijn bleekgeel en verkleuren voor het uitkomen naar lichtgrijs. Pas uitgekomen larven zijn het enige mobiele, onvolwassen levensstadium. Na het vinden van een geschikte plek hechten de diertjes zich vast en maken hun verdere ontwikkeling terplekke door. Gedurende de eerste twee larvale stadia is de verschijning die van een bleekgeel, doorschijnend, plat schildje (vergelijkbaar met sommige schildluizen, en is met het blote oog moeilijk zichtbaar. Gedurende het vierde en laatste onvolwassen stadium, worden de samengestelde ogen en andere lichaamsweefsels zichtbaar als de larven verdikken en loskomen van het bladoppervlak. Vanwege het opvallende verschil in verschijningsvorm wordt dit laatste stadium ook weleens als "pop" aangeduid, hoewel het strikt genomen geen echt pop-stadium is — het zijn immers hemimetabole insecten.

## Schade aan planten
Alle levensstadia behalve de eieren en de "pop" veroorzaken schade aan gewassen door consumptie van plantaardige weefsels waarbij ze hun mondorganen in bladvaten steken en zich voeden met het floëemsap dat ze opzuigen. Als een bijproduct van het voeden wordt honingdauw uitgescheiden en vaak veroorzaakt deze meer schade dan het zuigen sec, omdat het zoete plakkerige goedje gaat schimmelen of de oogst onbruikbaar of onaantrekkelijk maakt. Het derde en potentieel meest schadelijke kenmerk is de mogelijkheid van volwassen dieren om als vector van diverse plantenvirussen op te treden. De gewassen die het meeste worden aangetast zijn groentes zoals planten uit de komkommerfamilie, aardappels en tomaten hoewel ook andere gewassen en andere planten zoals onkruid kunnen worden aangetast waardoor de plaag in stand kan worden gehouden.

## Bestrijding
Effectieve bestrijding kan in kassen worden uitgevoerd met de sluipwesp Encarsia formosa. Daarnaast kunnen ter aanvulling selectieve chemische insecticides worden toegepast. Voor de meeste gewassen in de buitenlucht worden nog steeds chemische bestrijdingsmiddelen toegepast.